# Encefalomielite mialgica/Sindrome da fatica cronica
L'encefalomielite mialgica (in inglese myalgic encephalomyelitis o ME), a lungo conosciuta come sindrome da fatica cronica (in inglese chronic fatigue syndrome, o CFS, o con la sigla completa ME/CFS), o, talvolta, in italiano, anche CFS/ME, è una malattia neuroimmunitaria cronica, complessa, che limita profondamente la salute e la produttività dei pazienti ed è spesso scatenata da un'infezione.
Un rapporto pubblicato nel 2015 dall'Institute of Medicine (IOM) la descrive come una «malattia sistemica, complessa, cronica e grave», caratterizzata da una profonda debolezza, malfunzionamento del sistema nervoso autonomo, disfunzioni cognitive, alterazioni del sonno, disautonomia e intolleranza ortostatica POTS (sindrome da tachicardia posturale ortostatica), dolore, debolezza muscolare, atassia, talora gastroparesi (sindrome da gastroparesi) ed altri sintomi, che sono aggravati da uno sforzo di qualsiasi tipo.
Con esplicito riferimento al rapporto dello IOM, i Centers for Disease Control and Prevention (CDC) hanno aggiornato la propria scheda della malattia in data 3 luglio 2017, unificando la CFS con la ME sotto la definizione di ME/CFS (Encefalomielite mialgica/sindrome da fatica cronica), preferendola a quella proposta dallo IOM di Malattia da intolleranza sistemica allo sforzo (Systemic exertion intolerance disease - SEID). Essa viene indicata come malattia seria, di lungo periodo che colpisce molti apparati dell'organismo, riducendo o impedendo le normali attività dei pazienti, talvolta confinandoli a letto. I sintomi principali indicati dai CDC sono: fatica severa, disturbi del sonno, peggioramento dei sintomi a seguito di sforzi (malessere post-esercizio, post-exertional malaise, PEM), a cui possono aggiungersi dolore e problemi di concentrazione e di equilibrio.
Già in precedenza i CDC e i Criteri di Consenso Internazionale avevano riconosciuto la ME/CFS come una malattia devastante e complessa caratterizzata da una fatica schiacciante, malfunzionamento del sistema nervoso autonomo, neurologico-cognitivo, neuroendocrino e immunitario, con una miriade di sintomi che non vengono migliorati dal riposo e che possono peggiorare dopo l'attività fisica o uno sforzo mentale, comportando una riduzione sostanziale del livello di attività dei pazienti rispetto a quello che potevano sostenere prima di ammalarsi.
La nuova dizione di ME/CFS evita di confondere questa malattia con la semplice stanchezza cronica, che è solo un sintomo comune a molte altre patologie, o con la Stanchezza cronica idiopatica (ICF) che si riferisce alla stanchezza cronica non spiegata dal punto di vista medico, della durata di almeno 6 mesi, che non soddisfa i criteri per la ME/CFS.
Secondo il CDC di Atlanta, cause e meccanismi di questa malattia non sono ancora del tutto chiari ma si tratta comunque di una malattia biologica e non di un disturbo psicologico.
Il 29 ottobre 2021, l'Istituto Nazionale per l'Eccellenza della Salute e dell'Assistenza (NICE), un organismo non dipartimentale del Regno Unito che fa capo al Ministero della salute, ha pubblicato delle linee guida che coprono la diagnosi e la gestione dell'Encefalomielite Mialgica ME/CFS in bambini, giovani e adulti, che mirano a migliorare la consapevolezza e la comprensione della patologia e quando sospettarla, in modo da favorirne la diagnosi precoce. Nelle linee guida sono comprese raccomandazioni sulla diagnosi, la valutazione e la pianificazione delle cure, la salvaguardia, l'accesso alle cure e la gestione di ME/CFS e dei suoi sintomi.
Dal 2016 al 2020 la Cooperazione Europea in Scienza e Tecnologia (COST) ha finanziato la Rete Europea sull'Encefalomielite Mialgica/Sindrome da Stanchezza Cronica (EUROMENE) al fine di valutare le conoscenze e l'esperienza esistenti sull'erogazione dell'assistenza sanitaria per le persone affette da Encefalomielite Mialgica/Sindrome da Stanchezza Cronica (ME/CFS) nei paesi europei e migliorare la ricerca coordinata e la fornitura di assistenza sanitaria in questo campo. A seguito di questo progetto, che ha coinvolto decine di ricercatori europei, nel 2021 sono stati pubblicati risultati e raccomandazioni per la diagnosi clinica, i servizi sanitari e la cura per le persone con ME/CFS in Europa.
La ME/CFS colpisce in prevalenza il genere femminile e la popolazione giovane-adulta non anziana e può colpire anche bambini e adolescenti.
Il National Institute for Health Research del Regno Unito indica che nei soggetti affetti da postumi a lungo termine da COVID-19 a lungo termine la ME/CFS è una delle sindromi frequenti, analogamente a quanto dichiarato dal prof. Anthony Fauci a partire già da luglio 2020. Esistono evidenze secondo cui le persone con COVID-19 acuto e con ME/CFS abbiano anomalie biologiche comuni, tra cui squilibrio redox, infiammazione sistemica e neuroinfiammazione, una ridotta capacità di generare adenosina trifosfato e uno stato ipometabolico generale.

## Definizioni e linee guida
Secondo il rapporto dell'IOM del 2015, per la diagnosi di ME/CFS il paziente deve presentare da almeno 6 mesi una profonda fatica, con una riduzione significativa delle proprie funzionalità, un malessere post esercizio (PEM) che aumenta dopo qualunque sforzo fisico, intellettivo o emozionale, sonno non ristoratore e almeno uno dei due seguenti disturbi: disfunzioni cognitive e/o intolleranza ortostatica. Il CDC ha adeguato la propria definizione allo IOM inserendoanche l'intolleranza allo sforzo come sintomo primario, insieme a fatica e disturbi del sonno.
Negli corso degli anni si erano succedute numerose definizioni e linee guida per la malattia, tra cui le Linee guida Canadesi e i Criteri Internazionali di Consenso del 2011. Secondo questi criteri, tuttora utilizzati da centri come lo Charité Fatigue Centrum dell'ospedale universitario della Charité di Berlino, la definizione operativa di caso clinico di ME/CFS richiede la presenza dei seguenti sintomi:
1. Spossatezza. Un grado significativo di fatica fisica o mentale ricorrente di nuova insorgenza, inspiegata, persistente, che riduce sensibilmente il livello di attività.
2. Malessere Post-Esercizio (PEM). Un peggioramento nella sintomatologia a seguito di sforzi fisici o cognitivi caratterizzato da un'insorgenza ritardata rispetto allo sforzo (24 ore o più) e di una durata di giorni o settimane.
3. Disfunzioni del sonno. Sonno non ristoratore o disturbi nella qualità o nel ritmo del sonno.
4. Dolore. Grado significativo di mialgia che può essere avvertito nei muscoli e/o nelle giunture ed è spesso diffuso e di natura migrante. Spesso ci sono severi mal di testa di tipo, presentazione o gravità nuovi.
5. Manifestazioni neurologico-cognitive. Due o più dei seguenti sintomi: confusione, diminuzione della concentrazione e del consolidamento della memoria a breve termine, disorientamento, difficoltà con i processi dell’informazione, catalogazione e reperimento delle parole. Disturbi percettivi e sensoriali, atassia, debolezza muscolare e fascicolazioni sono comuni. Possono esserci fenomeni di sovraccarico: cognitivi, sensoriali –per esempio fotofobia e ipersensibilità al rumore e/o sovraccarico emozionale, che possono condurre a malessere post-esercizio e/o ansia.
6. Almeno un sintomo di due delle seguenti tre categorie:
  1. Manifestazioni del sistema nervoso autonomo: intolleranza ortostatica, ipotensione neuronalmente mediata (NMH), sindrome da tachicardia posturale ortostatica[34][35](POTS), ipotensione posturale ritardata, capogiro presincope, pallore estremo, nausea e sindrome dell’intestino irritabile, disfunzione della frequenza urinaria e della vescica, palpitazioni con o senza aritmie cardiache; dispnea da sforzo.
  2. Manifestazioni neuroendocrine: Temperatura corporea subnormale e marcata fluttuazione notturna, episodi di sudorazione, sensazione ricorrente di febbre e di estremità fredde; intolleranza a caldo e freddo estremi; marcato cambiamento di peso, anoressia o appetito anormale; perdita di adattabilità e peggioramento dei sintomi con lo stress.
  3. Manifestazioni immuni: linfoadenopatia, mal di gola ricorrente, ricorrenti sintomi simil-influenzali, malessere generale, nuove sensibilità a cibo, farmaci e/o sostanze chimiche.
7. La malattia persiste da almeno sei mesi e ha generalmente una insorgenza ben definita, nonostante possa essere graduale. Una diagnosi preliminare può venir fatta prima. Tre mesi sono appropriati per i bambini.

Alcuni pazienti non hanno dolore o disfunzione del sonno, ma nessun'altra diagnosi si adatta eccetto la ME/CFS. In tal caso una diagnosi di ME/CFS può essere presa in considerazione quando l'insorgenza della malattia sia stata di tipo infettivo.
Su queste basi, nel 2014 sono state redatte anche delle linee guida italiane a cura dell'AGENAS.
In precedenza ci si atteneva alla definizione di CFS del 1994 (Fukuda) che richiede il manifestarsi di un grave affaticamento cronico per 6 o più mesi consecutivi non legato a uno sforzo in corso o ad altre condizioni mediche associate a fatica, che la stanchezza interferisca significativamente con le attività quotidiane e il lavoro e che nei 6 o più mesi consecutivi siano apparsi e persistiti, o si siano più volte ripresentati, 4 o più dei seguenti sintomi: sonno non ristoratore, malessere post-sforzo che dura più di 24 ore, una significativa compromissione della memoria a breve termine o della concentrazione, dolore muscolare, dolore alle articolazioni senza gonfiore o rossore, mal di testa di tipo o gravità insoliti, linfoadenopatia del collo o dell'ascella, un mal di gola frequente o ricorrente.
Il sopracitato rapporto dello IOM e pubblicazioni scientifiche successive convergono nell'affermare che esistano ormai robuste evidenze circa la natura biologica e non psicologica della malattia.

### POTS Disautonomia
Le prove raccolte, riguardo la Disautonomia POTS, presenti nei pazienti con Encefalomielite Mialgica ME/CFS, diagnosticata con il Tilt table Test o lo standing test, indicano una malattia immune con ipovolemia toracica in tutti i pazienti con POTS. La tachicardia può quindi derivare dalla relativa astinenza del parasimpatico riflessa con qualche contributo dell'attivazione simpatica, compresi gli effetti cardiaci simpatici. Così, ad esempio, gli studi sulla frequenza cardiaca e sulla variabilità della pressione sanguigna indicano la sospensione vagale e un eccesso tono simpatico cardiaco relativo. Molti sintomi dell'intolleranza ortostatica Disautonomia POTS sono legati alla riduzione del flusso sanguigno cerebrale. Tali sintomi erano stati dimostrati negli adulti e nei bambini. I sintomi sono associati a un ritorno venoso sistemico inadeguato al cuore destro (ipovolemia toracica). La causa principale dell'iperpnea ortostatica sembra esser la stimolazione posturale Ortostatica collegata alle interazioni tra barorecettori carotidi e chemorecettori. La POTS/Disautonomia potrebbe rappresentare ipovolemia assoluta. Ciò è stato dimostrato in alcuni pazienti con POTS e può riguardare la denervazione difettosa dei reni e l'ipoaldosteronismo iporeninemico associato. Una risposta riflessa ai cambiamenti del fluido si traduce nell'insufficienza circolatoria osservata nei pazienti. Almeno 3 varianti fisiologiche di Disautonomia POTS possono essere distinte sulla base di misurazioni del flusso sanguigno periferico e della resistenza arteriosa periferica in associazione con cambiamenti caratteristici nelle circolazioni regionali:
1. POTS a basso flusso, sono caratterizzati da pallore, generalmente diminuzione del flusso sanguigno più notevole nelle parti dipendenti del corpo. È correlato a difetti nella regolazione del flusso sanguigno locale e alla lieve ipovolemia assoluta.
2. POTS a flusso normale sono caratterizzati da un normale fenotipo supino, con una normale resistenza periferica supina ma una maggiore resistenza periferica in posizione verticale. C'è uno specifico pool venoso all'interno del letto vascolare splancnico, rendendo questa una forma redistributiva di ipovolemia.
3. POTS ad alto flusso sono correlati a una neuropatia a tratto lungo ed è caratterizzato da un'elevata gittata cardiaca causata da inadeguata vasocostrizione periferica supina e verticale. I pazienti sono tipicamente acianotici, caldi al contatto con una filtrazione estesa, con conseguente edema dipendente.[46]

## Descrizione
La malattia presenta una gamma di anormalità neurologiche, immunologiche, del sistema endocrino. Ogni individuo reagisce in modo diverso alla malattia e può sviluppare un alto numero di sintomi tra i seguenti: astenia e debolezza, sia generalizzata, che in zone specifiche, particolarmente negli arti inferiori; sonno non ristoratore; disturbi della memoria e della concentrazione; faringite; dolori o gonfiore delle ghiandole linfonodali cervicali e ascellari; dolori muscolari e delle articolazioni, senza infiammazione o con rigonfiamento delle stesse; cefalee; insoergenza di nuove allergie e intolleranze; parestesie; acufeni; neuropatie; problemi di equilibrio; disturbi respiratori, fiato corto, apnee notturne; tachicardia; sinusite; crampi e spasmi; atassia; tremore; fascicolazioni; mioclonia; vampe, sudorazione e rubescenze; febbre intermittente; vista offuscata; dispepsia, aumento di peso, problemi intestinali; problemi ginecologici e urologici; ansia; confusione; insofferenza al caldo, al freddo, all'umidità, ai rumori, alla luce, agli odori.
Una revisione sistematica e una meta-analisi australiana hanno recentemente dimostrato che i pazienti ME/CFS hanno la regolazione cardiaca autonomica alterata rispetto ai controlli sani e che queste alterazioni dei parametri della frequenza cardiaca possono essere sintomatiche della condizione.
La malattia può comparire o esacerbarsi (spesso temporaneamente) dopo qualunque infezione, anche solo influenzale, e talvolta in comorbilità con la Disautonomia POTS, o la fibromialgia. La ME/CFS può gravemente impedire la capacità dei pazienti di condurre una vita normale.
Le persone con ME/CFS hanno difficoltà a completare le attività quotidiane e almeno un quarto di esse è stata obbligata a letto per tempi prolungati a causa della malattia. La malattia può quindi avere ricadute sociali importanti per quanto riguarda il mondo del lavoro o delle attività professionali in generale, dato che può indurre ad assenza dal posto di lavoro o al vero e proprio isolamento sociale.
La ME/CFS si può intendere anche come una cronicizzazione della Sindrome da fatica post-virale (PVFS dall'inglese post-viral fatigue syndrome), quando la condizione prosegue molto tempo dopo la negativizzazione di una malattia infettiva.

### Gradi di severità
Secondo il National Institute for Health and Care Excellence (NICE) e il Royal College of General Practitioners (RCGP) i sintomi fisici della ME/CFS possono essere disabilitanti quanto quelli di patologie croniche come la sclerosi multipla, il lupus eritematoso sistemico, l'artrite reumatoide e l'insufficienza cardiaca congestizia. Altre ricerche mostrano che le persone con ME/CFS ottengono un punteggio complessivo inferiore nei test di qualità della vita correlata alla salute rispetto alla maggior parte delle altre condizioni croniche.
Le linee guida NICE per la ME/CFS descrivono tre livelli di gravità:
- Lieve. Le persone con ME/CFS lieve sono mobili, possono prendersi cura di sé stesse e possono svolgere con difficoltà le faccende domestiche leggere. La maggior parte continua a lavorare o studiare, ma per fare questo probabilmente ha interrotto tutte le attività ricreative e sociali. Spesso prendono giorni di ferie o riposano durante il fine settimana per poter affrontare il resto della settimana.
- Moderata. Le persone con ME/CFS moderata hanno una mobilità ridotta e sono limitate in tutte le attività della vita quotidiana, sebbene possano avere acutizzazioni e alleggerimenti nel livello dei sintomi e nella capacità di svolgere attività. Di solito hanno smesso di lavorare, andare a scuola o all'università e hanno bisogno di periodi di riposo, dormendo spesso nel pomeriggio per una o due ore. Il loro sonno notturno è generalmente di scarsa qualità e disturbato.
- Grave. Le persone con ME/CFS grave non sono in grado di svolgere alcuna attività da sole, o possono svolgere solo attività quotidiane minime (come lavarsi il viso e i denti). Hanno gravi difficoltà cognitive e hanno bisogno di una sedia a rotelle per la mobilità. Spesso non sono in grado di uscire di casa o hanno un effetto postumo grave e prolungato se lo fanno. Possono anche trascorrere la maggior parte del tempo a letto e sono spesso estremamente sensibili alla luce e al rumore.

Anche nella sua forma cosiddetta più lieve, la ME/CFS può avere un impatto significativo sulla qualità della vita di un individuo. Una mancanza di comprensione e consapevolezza dovuta alla grave ignoranza sulla ME/CFS fa sì che i pazienti possano affrontare incredulità e persino discriminazione da parte di amici, familiari, professionisti sanitari e sociali e datori di lavoro.

## Epidemiologia
La malattia colpisce prevalentemente gli adulti, con un'età massima di insorgenza compresa tra 20 e 45 anni con un rapporto femmine / maschi di 3:1, ma può presentarsi anche nei bambini; molto raramente si presenta la prima volta in soggetti di età avanzata, che invece soffrono già di indebolimento a causa dell'età.
Il rapporto dello IOM valuta tra gli 836.000 i 2,5 milioni il numero dei malati di ME/CFS negli Stati Uniti d'America e tra i 17 e i 24 miliardi di dollari annui la ricaduta economica in termini di costi della malattia.
La ME/CFS è frequentemente associata alla fibromialgia (oltre che alla sindrome da sensibilità chimica multipla). Può avere associazione anche con la SFB (sindrome delle fascicolazioni benigne).

## Eziologia e fisiopatologia
Classificata dall'Organizzazione mondiale della sanità sotto le malattie del sistema nervoso, l'eziologia della ME/CFS resta incerta e tuttora oggetto di studio.
Anche secondo il Servizio Sanitario Nazionale Inglese NHS non è certo cosa causi la ME/CFS, sebbene ci siano una serie di teorie al riguardo, sul fatto che possa essere innescata da infezioni virali, come la febbre ghiandolare, o batteriche e da alcuni fattori predisponenti, come problemi del sistema immunitario, squilibri ormonali, predisposizioni genetiche. La ME/CFS sembra essere più frequente in alcune famiglie
La comunità scientifica concorda che la patogenesi della ME/CFS sia multifattoriale, sebbene nella maggior parte dei casi l'insorgenza della malattia segua un'infezione virale, anche minima, al punto che la patologia è stata definita anche come Sindrome da fatica post virale.
L'esposizione ad agenti virali o batterici, fattori genetici e ambientali, intossicazioni chimiche o farmacologiche, anomalie metaboliche e del microbiota umano intestinale, ipotensione neuro-mediata e ipotensione ortostatica, traumi fisici, scheletrici e muscolari, possono scatenare l'attivazione o concorrere all'insorgenza della ME/CFS.
Non esistendo ancora marcatori biologici ed esami specifici universalmente acclarati, la ME/CFS è stata a lungo difficile da identificare come un'entità nosografica singola e alcuni ricercatori la consideravano come un termine ombrello per una grande varietà di malattie sottostanti, comprendenti infezioni virali e molte altre patologie associate a danni neurologici o mitocondriali, risultanti in insufficiente produzione di energia o disfunzioni autoimmuni.
Seppure i meccanismi fisiopatologici non siano tuttora chiari, il modello neuro-immuno-endocrinologico dei pazienti ME/CFS raccolto da vari studi indica inequivocabilmente che questi tre pilastri possano essere il punto chiave per comprendere la complessità della malattia, focalizzando in particolare il ruolo dell'infiammazione e dell'autoimmunità.
Gran parte della comunità di ricerca sulla ME/CFS considera l'infiammazione come un dato di fatto. Il nome stesso assunto dai CDC, encefalomielite mialgica, significa essenzialmente "dolore muscolare correlato all'infiammazione del sistema nervoso centrale" e molti sforzi per trovare biomarcatori diagnostici si sono concentrati su uno o più aspetti della neuroinfiammazione, dalla periferia al cervello.
Nel 2019 le revisioni sistematiche di numerose ricerche hanno confermato una funzione citotossica coerente delle cellule natural killer compromesse (NK) e l'attivazione di diverse citochine, tra cui un fattore di necrosi tumorale significativamente elevato, fornendo la certezza di una componente infiammatoria, sebbene non necessariamente primaria, nella ME/CFS.
Alcuni ricercatori indicano possibili fattori scatenanti l'infiammazione che non coinvolgono l'autoimmunità, ma i meccanismi autoimmuni possono certamente essere collegati alla ME/CFS almeno in un sottogruppo di pazienti.
Al contempo la ricerca sulla ME/CFS si sta concentrando sulla microbiologia e sul ruolo della permeabilità, della disbiosi e del microbiota intestinali.
Clinicamente non è stato ancora identificato un fattore di rischio significativo, sebbene siano state proposte diverse ipotesi.

### Infezioni, infiammazione e autoimmunità
È stato spesso sottolineato il ruolo delle infezioni nell'attivazione della malattia. I dati attuali non supportano la presenza di un processo infettivo nel mantenimento della malattia, ma solo nel suo scatenamento e per questo, sebbene la malattia insorga per lo più a seguito di un'infezione, la ME/CFS non è una malattia infettiva.
Uno dei risultati più consistenti nelle persone a cui è stata diagnosticata la malattia è la scarsa funzionalità delle dette cellule dei linfociti NK, a differenza degli altri linfociti. La riduzione di questa funzione è correlata con la gravità della malattia.
In altre parole, la ME/CFS è associata ad una risposta immunologica abnorme e ad anomalie neuroendocrine, riducenti la funzione dei linfociti natural killer.
In persone predisposte, alcuni patogeni (per esempio virus di Epstein-Barr, Rotavirus, Citomegalovirus, l'agente della malattia di Lyme Borrelia, Leishmania, Streptococcus pyogenes, virus influenzale, Campylobacter jejuni e Aggregatibacter actinomycetemcomitans, principale agente della parodontite) possono innescare un'attivazione infiammatoria e immunitaria con l'attività degli anticorpi rivolta contro il sistema nervoso ed endocrino e contro le fibre muscolari, provocando una cascata di problemi e di sintomi.
Analogamente, anche alterazioni immunitarie come l'immunosoppressione o l'attivazione cronica del sistema immunitario possono, in persone predisposte, contribuire all'insorgenza di sintomi di ME/CFS.
Diversi studi considerano lo stress ossidativo e nitrosativo associato a bassi livelli di antiossidanti di pazienti, suggerendo che la ME/CFS, indipendentemente dal fattore scatenante, sia una patologia immuno-infiammatoria. Un recente studio pubblicato su Metabolic Brain Disease ha proposto un modello di sviluppo e progressione della malattia, partendo dalla considerazione del ruolo post-infezione dei pattern molecolari associati al danno e dello sviluppo di infiammazioni croniche, stress ossidativo e nitrosativo in individui geneticamente predisposti. Le conseguenze sono dettagliate, compreso il ruolo dell'aumentata permeabilità intestinale e della traslocazione di antigeni commensali nella circolazione e lo sviluppo di disautonomia, neuroinfiammazione e anomalie neurocognitive e di neuroimaging. L'aumento dei livelli di tale stress e il passaggio alla sottoregolazione immunitaria e metabolica sono descritti in relazione all'avvento di ipernitrosilazione, ridotta prestazione mitocondriale, immunosoppressione, ibernazione cellulare, tolleranza alle endotossine.
Una ricerca del 2018 ha dimostrato che la stimolazione di neuropeptidi e citochine dei mastociti e della microglia può provocare un'infiammazione focale nell'ipotalamo e nell'amigdala, spiegando la maggior parte dei sintomi nella ME/CFS e nell'ASD.
Le persone con diagnosi acclarata mostrano un maggiore stress ossidativo che è generato da una ridotta risposta immunitaria antiossidante e maggiore quantità di interleuchina 10 e toll-like receptor 4. Molte di queste risposte immunitarie sono correlate con il sintomo di malessere post-esercizio.
Una ricerca ha rilevato che i pazienti ME/CFS, rispetto a pazienti con sintomi d'ansia o depressione di origine psichiatrica, hanno livelli più elevati di due proteine immunitarie specializzate, chiamate citochine, che promuovono l'infiammazione,nello specifico interleuchina-1 e fattore di necrosi tumorale-alfa. Hanno anche trovato livelli elevati di neopterina, che è un indicatore dell'attività immunitaria pro-infiammatoria.
Sebbene il coinvolgimento del sistema immunitario nella patogenesi della ME/CFS sia ormai certo, ulteriori ricerche sono necessarie per chiarire l'interazione tra sistema nervoso centrale, sistema immunitario e fattori genetici.
È stato ipotizzato anche un collegamento occasionale con la celiachia.
Una ricerca italiana prevede anche la ME/CFS come evoluzione, spontanea o dovuta a fattori esterni come trattamenti a base di L-triptofano o cambiamenti nella dieta, della mialgia eosinofilica, cioè il dolore muscolare causato dall'aumento dei globuli bianchi eosinofili nel sangue (eosinofilia), solitamente dovuto a reazioni autoimmuni come, specialmente, le allergie gravi.
Anomalie nei globuli bianchi di questo tipo, addetti ad esempio a degradare l'istamina emessa dai basofili che provoca le reazioni allergiche, con incrementi nel numero, e nel livello della proteina cationica e della proteina X rilasciate, con altre manifestazioni multisistemiche (esofagite, gastroenterite, polmonite eosinofiliche), sono state altrimenti osservate in passato da ricercatori italiani e in seguito di altri paesi, in alcuni pazienti affetti da allergie e ME/CFS.
Secondo una ricerca di scienziati cinesi del 2015, l'atopia, ovvero la predisposizione a sviluppare allergie, e le manifestazioni autoimmuni sono associate ad una maggiore incidenza della ME/CFS, mentre nei pazienti si ritrova anche una quantità maggiore di istamina.
Nel 2016 l'università australiana di Griffith ha annunciato una scoperta che potrebbe aiutare a illuminare le cause della malattia, avendo individuato un nuovo recettore del sistema immunitario, importante per il movimento del calcio all'interno delle cellule, che risulterebbe significativamente ridotto nei pazienti con ME/CFS, come accade nei pazienti con tetania normocalcemica a livello dei canali del calcio.

### Sistema dopaminergico
Nei pazienti con fibromialgia o con ME/CFS alcuni studi hanno rilevato una diminuzione di dopamina nel SNC (come avviene nella substantia nigra nei casi di malattia di Parkinson).

### Anomalie fisiche ed endocrine
Diversi studi hanno evidenziato che i pazienti hanno indicatori più critici nei test da sforzo cardiopolmonare, anche a 24 ore di distanza, specie nei test di ventilazione. Questi risultati sembrano essere specifici per la ME/CFS e fornire prove oggettive per la ridotta capacità di recuperare dallo sforzo comunemente riportata dai pazienti.
Un numero consistente di anomalie nell'asse ipotalamo-ipofisi-surrene (HPA) è stato evidenziato nei pazienti con ME/CFS, ed esse possono includere ipocortisolismo mite (variazione diurna del cortisolo), un feedback negativo maggiore del cortisolo, ipoparatiroidismo leggero, carenza di vitamina D, talvolta un disordine iper-serotoninergico (questo sarebbe in contrasto con la depressione e l'ansia di molti pazienti, effetto invece di bassi livelli di serotonina). Gli esperti sono divisi sul fatto che i livelli di serotonina siano alti o bassi nelle persone con ME/CFS. Alcuni studi mostrano che il problema nella ME/CFS potrebbe risiedere in una bassa attività del recettore della serotonina, pur essendocene in abbondanza. Uno studio più recente suggerisce una possibile reazione autoimmune alla serotonina.
Non è chiaro se questi disturbi svolgano un ruolo primario nella patogenesi della ME/CFS o abbiano solo un ruolo secondario nell'esacerbare o perpetuare i sintomi nel corso della malattia.

### Miopatie, neuropatie e metabolismo

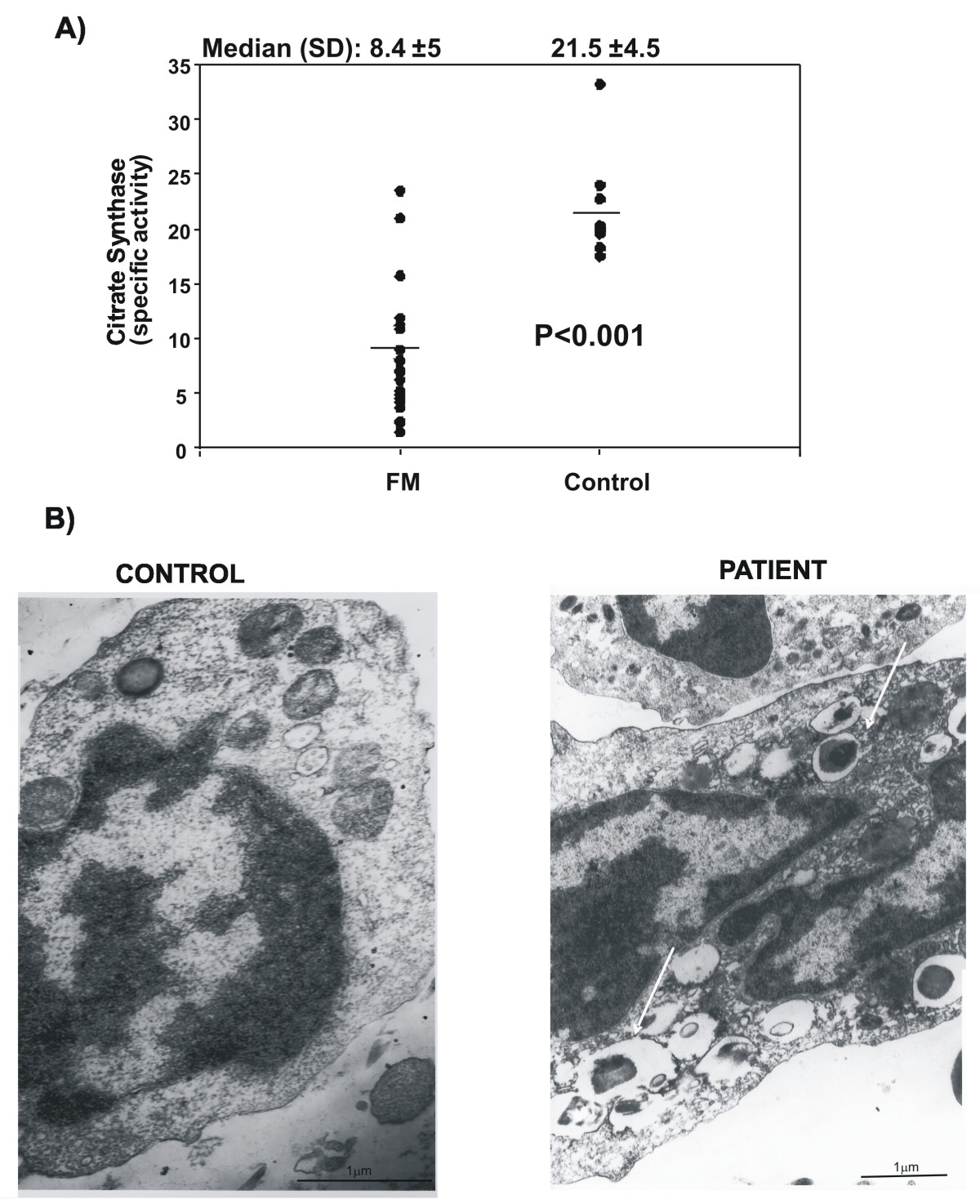
Massa mitocondriale ridotta dei monociti presenti nel sangue, con riduzione della massa dovuta ad autofagia cellulare causata dal lisosoma, senza presenza di miopatia mitocondriale genetica, osservata in un paziente fibromialgico messa a confronto con un paziente sano

La ME/CFS è stata associata anche alle neuropatie, alle malattie metaboliche o alle miopatie mitocondriali e canalopatie, in particolare a quelle acquisite (gruppo comprendente la sindrome di Isaacs e altre patologie con sintomatologia simile quali la miastenia gravis e la sindrome di Lambert-Eaton) ma anche alcune disfunzioni congenite causanti intolleranza all'esercizio fisico.
Il coinvolgimento dei mitocondri, osservato anche in alcuni casi di fibromialgia, spiegherebbe la vasta gamma dei sintomi in quanto gli organelli che fungono da centrali energetiche si trovano in tutte le cellule del corpo, non solo nelle fibre nervose e muscolari. In particolare si è notata una scarsità di produzione di ATP e un aumento di acido lattico durante l'esercizio fisico, maggiore che negli individui sani, e una disfunzione nella produzione di ribonuclease L, enzima collegato all'interferone naturale e allo smaltimento delle molecole di RNA; il meccanismo di quest'ultima disfunzione sarebbe simile a quello che causa la fatica nei malati di cancro, seppur con diversa origine.
Nell'agosto 2016 la National Academy of Science ha pubblicato una ricerca dell'Università della California - San Diego che indica che, nonostante le diverse forme di CFS e i diversi fattori scatenanti, la risposta metabolica cellulare è la stessa in tutti i pazienti ed è simile allo “stato Dauer” che si osserva in alcuni organismi e che entra in gioco quando stress ambientali innescano un rallentamento del metabolismo per consentire la sopravvivenza in condizioni che altrimenti potrebbero causare la morte delle cellule.
Agenti tossici e alterazioni mitocondriali
La CFS viene altresì indagata come malattia ambientale. In questo ambito una ricerca italo-russa ha evidenziato varianti genetiche specifiche per i pazienti con fibromialgia e CFS connesse alla mediazione dell'ossido d'azoto, varianti già indicate come possibile spiegazione a casi di sensibilità chimica multipla in precedenti studi americani.
Le ricerche compiute in ambito civile e militare inerenti alla sindrome della guerra del Golfo - che di fatto si manifesta in forma di CFS, fibromialgia, sindrome dell'intestino irritabile, dispepsia funzionale o altri disordini funzionali dell'apparato gastroenterico - evidenziano possibili compromissioni di tipo mitocondriale e chimico-tossicologico.
Diverse ipotesi coinvolgono un'intossicazione cronica o esposizione prolungata a livelli molto bassi e difficili da individuare, di sostanze pericolose, quali metalli pesanti (cadmio, piombo, mercurio degli amalgami dentali, arsenico, alluminio, ecc.), insetticidi, pesticidi e altri prodotti contenenti organofosfati, radiazioni ionizzanti a basso livello (es. uranio impoverito, o incidenti nucleari apparentemente lontani ma con possibile fallout radioattivo secondario a grande distanza e/o contaminazioni del cibo) o armi chimiche.
Resta difficile stabilire il ruolo dei mitocondri nei meccanismi patogenetici di ME/CFS a causa delle incongruenze tra gli studi.

## Diagnosi
Non si è deciso e trovato ancora un marcatore biologico o test di laboratorio universalmente acclarato che identifichi con certezza l’Encefalomielite Mialgica ME/CFS o le patologie affini, per cui la diagnosi è spesso tuttora sintomatica e differenziale.
Nel 2015 lo IOM nel suo rapporto sulla CFS ha definito nuove caratterizzazioni diagnostiche, recepirte dai CDC. Un operatore sanitario può fare la diagnosi di ME/CFS sulla base di un'accurata anamnesi e di un esame fisico, risultati di test di laboratorio e valutazione di altre malattie correlate alla fatica con un work-up mirato. Le condizioni di comorbidità sono spesso presenti e possono includere: disturbi del sonno, sindrome dell'intestino irritabile, fibromialgia, depressione o ansia. La presenza di queste condizioni non esclude la diagnosi di CFS.
In seguito, varie ipotesi di potenziali marcatori della ME/CFS sono state avanzate negli Stati Uniti - a livello plasmatico, cerebrospinale, microbiologico - ma anche in Australia, nel Regno Unito, in Canada ed in Giappone.
Studi di neuroimaging e analisi di marcatori del sangue, metabolismo energetico e funzione mitocondriale, hanno rivelato molte anomalie biologiche oggettive, ma nessuno di questi “biomarcatori” ha ancora un tasso di falsi negativi e falsi positivi sufficientemente basso da costituire un test diagnostico. Agli esami non risultano solitamente alterazioni di marcatori normali, come il CPK, ed all'elettromiografia non sempre sono presenti segni estesi di denervazione, ma bensì secondo le ultime ricerche scientifiche risulta chiaro che sia presente una disfunzione dei canali ionici In certi casi vengono eseguiti risonanza magnetica o biopsia muscolare per escludere solo alcune miopatie come la distrofia muscolare o la sclerosi multipla.
Nel febbraio 2017 una ricerca americana ha fornito una prova neurofisiologica oggettiva del fenomeno del malessere post-sforzo
Nello stesso anno, facendo riferimento al notevole impatto sociale ed economico della ME/CFS, la rete EUROMENE di ricercatori e medici europei ha istituito un database di ricerca sui biomarcatori attivi in Europa chiamato progetto ME/CFS EUROMENE Biomarker Landscape.
Nel 2019 una revisione sistematica di Harvard sui potenziali sistemi diagnostici ha concluso che: i meccanismi biologici delle citochine e le innumerevoli fonti di potenziale varianza nella loro misurazione, rendono improbabile che venga mai scoperto un profilo diagnostico di citochine coerente e replicabile; la PET è un'opzione promettente per gli studi futuri sulla neuroinfiammazione; al momento la MRS, sebbene meno informativa, rappresenta un'opzione preferibile, più ampiamente disponibile, meno invasiva e meno costosa per escludere la Sclerosi multipla.
Nel 2020 revisioni sistematiche degli studi di neuroimaging sulla ME/CFS hanno osservato il reclutamento aggiuntivo di un'area cerebrale aggiuntiva durante compiti cognitivi e anomalie nel tronco cerebrale, suggerendo un accoppiamento neurovascolare anormale nella ME/CFS e un'interruzione diffusa della rete del sistema nervoso autonomo, inclusi cambiamenti morfologici, anomalie della materia bianca e aberrazioni nella connettività funzionale.
Nel 2021 sono stati pubblicati dei test raccomandati nelle linee guida per sospetta encefalomielite mialgica ME/CFS.

### Diagnosi differenziale secondo le antiquate linee guida del 1994
Per presupporre una diagnosi di CFS secondo le linee guida FUKUDA ormai obsolete è necessario escludere inizialmente almeno alcune possibili cause
- Malattia di Lyme e neuroborreliosi
- Miastenia gravis (in particolare, nella ME/CFS sono assenti i collegamenti con il timo e la ptosi palpebrale)
- Tumori, specialmente linfoma e altre neoplasie
- Distrofia muscolare
- Sclerosi multipla
- AIDS
- Diabete mellito
- Gastrite cronica atrofica autoimmune con anemia perniciosa
- Malattie epatiche, renali, polmonari
  - Epatite
  - Cirrosi biliare primitiva
- Patologie osteoarticolari, artrosi, mielopatia e artrite
- Narcolessia
- Malattia del motoneurone ed altre patologie neuromuscolari
- Sindrome di Sjögren
- Spasmofilia
- Sindrome di Guillain-Barré
- Lupus eritematoso sistemico
- Sarcoidosi
- Sclerodermia
- Vasculiti
- Obesità grave
- Sindrome miositica tensiva
- Tossicodipendenza e alcolismo
- Bulimia e anoressia nervosa
- Apnea notturna
- Gravi disturbi psichici (schizofrenia, disturbo bipolare grave, depressione maggiore)
- Effetti collaterali di farmaci
- Malattia di Wilson
- Malattia di Addison
- Intossicazione cronica da metalli pesanti (es. saturnismo)
- Sindrome di Arnold-Chiari

## Comorbilità
La ME/CFS può essere associata alle seguenti patologie:
- Fibromialgia
- Sensibilità chimica multipla
- Sindrome del colon irritabile
- Disautonomia ~ Sindrome da tachicardia posturale ortostatica (POTS)
- Ipotensione ortostatica
- Insonnia o ipersonnia
- Cistite interstiziale
- Sindrome delle fascicolazioni benigne
- Insulinoresistenza[141]
- Sindrome metabolica[142]
- Disturbi ginecologici[143] e Sindrome dell'ovaio policistico (PCOS)[144]
- Celiachia e intolleranze al glutine
- Disbiosi e sindrome da permeabilità intestinale
- Sindrome della guerra del Golfo
- Sindrome delle gambe senza riposo
- Disfunzione dell'articolazione temporo-mandibolare
- Disturbi d'ansia (es. disturbo ossessivo-compulsivo)
- Sindrome da deficit di attenzione e iperattività
- Depressione reattiva
- Alcune sindromi autoimmuni (allergie, vitiligine[145], psoriasi, ecc.)
- Neuropatie
- Disturbi della colonna vertebrale (es. radicolopatia)
- Tremore essenziale
- Insufficienza venosa cronica cerebrospinale[146]
- Sindrome da iperventilazione
- Disordini craniomandibolari[147]
- Abbassamento delle tonsille cerebellari, ma senza configurare la malformazione di Chiari[147]
- Ipermobilità articolare, ma senza collagenopatia di Ehlers-Danlos[147]
- Ipertensione endocranica[147]

## Trattamento
La CFS è una malattia cronica idiopatica che viene spesso definita "senza cura".
Tuttavia vi sono vari trattamenti che sembrano aver dato miglioramenti più o meno significativi nei pazienti di CFS.
I professori Hornig e Montoya, i quali hanno ricevuto entrambi finanziamenti dal National institue of Health per identificare i sottogruppi della CFS, ritengono che debbano esserci terapie differenziate a seconda del tipo di CFS, citando espressamente come possibili alternative di trattamento terapeutico: antibiotici, antivirali, l'immunoterapia, trattamenti probiotici o la terapia di sostituzione dei lipidi di membrana.
L'immunomodulatore Rintatolimod è un agonista TLR3 selettivo, che ha dimostrato attività clinica per la ME / CFS in studi clinici di fase II e di fase III in doppio cieco, controllati con placebo, randomizzati, multi-sito. Ha il primato di essere stato il primo farmaco approvato per la ME/CFS, tuttavia la sua efficacia è controversa. Lo studio clinico di Fase III ha ipotizzato una rilevanza diretta dei risultati anche per i pazienti guariti clinicamente da COVID-19 e privi di SARS-CoV-2 rilevabile.
Studi randomizzati in Norvegia hanno suggerito un beneficio clinico utilizzando l'anticorpo monoclonale anti-CD20 rituximab.
Un approccio che ha mostrato risultati apprezzabili passa attraverso la cura della permeabilità intestinale e della disbiosi.
La batterioterapia ha mostrato risultati persino più incoraggianti del tradizionale approccio farmacologico, ma in molti Paesi, tra cui l'Italia, non è autorizzata per questa patologia.
Altre applicazioni terapeutiche utilizzate sono l'ossigenoterapia iperbarica, l'ozonoterapia e l'agopuntura.
Sul piano nutraceutico, comunemente vengono usati integratori come vitamina D, magnesio, potassio, ribosio, curcumina, coenzima Q10, acetilcarnitina.
Una recente ricerca reviewed ha dimostrato l'efficacia dei flavonoidi naturali luteolina e tetrametossiluteolina (il principio attivo del timo) nell'inibire i processi infiammatori del cervello nella ME/CFS.
Farmaci anti-sintomatici, come antidolorifici ed antinfiammatori, stimolanti contro la difficoltà di concentrazione e l'astenia, antidepressivi e miorilassanti, antistaminici, vengono spesso utilizzati per contrastare i sintomi più invalidanti.
Il ruolo del riposo non è derogabile. La revisione delle proprie abitudini, la "taratura" e pianificazione delle attività in funzione delle proprie risorse energetiche, prevedendo sempre adeguati tempi di riposo e recupero tra un'attività e l'altra, consentirà ai pazienti di conservare un certo controllo sulla propria vita e operatività, senza subire tracolli e disfatte totali.
Un'attività fisica lieve può aiutare a migliorare l'umore e la resistenza muscolare, ma evitando qualunque sforzo relativamente alle proprie energie disponibili, per evitare di esacerbare i sintomi della malattia (PEM). Trattamenti fisioterapici sono sconsigliati, tranne per i possibili soli disturbi muscoloscheletrici, in quanto risultano inefficaci o perfino dannosi sulla CFS in sé..
Su pazienti con sclerosi multipla e insufficienza venosa cronica cerebrospinale il trattamento di angioplastica vascolare ha mostrato miglioramenti significativi di alcuni aspetti clinico-funzionali della fatica cronica presente in questa malattia e potrebbe essere utile anche per chi presenta CFS e CCSVI.
La psicoterapia può infine sostenere i pazienti nel superare le difficoltà psicologiche legate alla condizione fisica.

## Prognosi
Tra i pazienti di ME/CFS si osserva un aumento significativo della mortalità per tutte le cause e in particolare per cause cardiovascolari e un aumento del rischio di linfoma non-Hodgkin, di tumori del pancreas (OR=1,25, 95% CI=1.07–1.47), reni (OR=1,27, 95% CI=1.07–1.49), seno (OR=0,85, 95% CI=0.74–0.98), e cavità orale e faringe (OR=0.70, 95% CI=0.49–1.00). L'attivazione immunitaria cronica o un'infezione associata alla ME/CFS possono svolgere un ruolo nello spiegare l'aumento del rischio di linfoma non-Hodgkin NHL.
Per quanto riguarda l'aspettativa di vita, negli Stati Uniti i pazienti di ME/CFS hanno un rischio di mortalità precoce significativamente maggiore per tutte le cause (55,9 anni contro 73,5 anni) e per cause cardiovascolari (M = 58,8 anni contro 77,7 anni).
Nello stesso studio è stata anche osservata una differenza direzionale nell'età di morte per suicidio (41,3 anni contro 47,4 anni) e cancro (66,3 anni contro 71,1 anni), che non raggiungeva tuttavia un grado di significatività statistica sufficiente.
Nel Regno Unito si stima che il tasso di suicidio tra i pazienti affetti da ME/CFS possa essere pari a circa sette volte quello della popolazione sana.
Anche la prognosi del recupero funzionale è considerata sfavorevole, dato che solo una minoranza dei pazienti torna ai livelli di funzionamento pre-morbosi, con una stima mediana del 5%.
La maggior parte dei pazienti mantiene un grado di disabilità significativo. Tuttavia, si stima un miglioramento sostanziale in circa il 40% dei pazienti, e la prognosi negli adolescenti è considerata migliore rispetto agli adulti.

Tuttavia, a causa dell'eterogeneità della metodologia quanto alla definizione del caso, alla durata del follow-up, e ai criteri di valutazione del grado di recupero, la prognosi stimata della ME/CFS è variabile e incerta. Un problema metodologico notevole riguarda la discrepanza tra la percezione soggettiva del decorso della malattia da parte dei pazienti, la sintomatologia presentata, e le misure oggettive del loro grado di recupero funzionale:
Alcuni dei giovani adulti hanno valutato la loro salute come "buona" sebbene la quantità di attività che potevano svolgere era minima. Si erano così abituati al loro livello di prestazioni che lo accettavano come la loro nuova normalità. Sfortunatamente molti di loro, pur descrivendo la loro salute come buona, non erano in grado di lavorare a tempo pieno o di svolgere altri compiti.
Questo indica che i pazienti "guariti" non abbiano in realtà recuperato il loro livello di salute premorboso, ma si sono semplicemente adattati ai sintomi. Risultati simili sono stati riportati da Reyes et al., che hanno notato che "tutti i pazienti, compresi quelli che hanno riferito il recupero, hanno affermato di continuare ad avere alcuni sintomi che definiscono la CFS". Sankey et al. hanno osservato che il miglioramento riportato dai pazienti “su domande specifiche, contrasta notevolmente con il numero di sintomi che stavano ancora sperimentando. […] Sebbene 21 pazienti (il 75%) si considerassero completamente guariti, descrivevano una persistenza di sintomi di affaticamento, mal di testa, depressione e disturbi del sonno".

## Storia
Malattie da affaticamento senza causa precisa o chiara erano già descritte nel XIX secolo e venivano normalmente ricomprese sotto la dizione di nevrastenia o neurastenia (termine coniato nel 1869), ossia astenia ritenuta un tempo di origine nervosa e psicosomatica. Se ne occupò anche il celebre psichiatra e neurologo svizzero-tedesco Otto Binswanger.
Vari disturbi correlati al sistema nervoso sono stati rilevati in seguito (come la cosiddetta sindrome di Los Angeles del 1936), ma non avevano ancora trovato una collocazione specifica nell'ambito della medicina per la difficoltà di trovare riscontri fisiologici precisi, contro pregiudizi culturali ancora molto diffusi.
Nel 1960 lo psicologo Pierre Daco individuava il disturbo soprattutto nelle sue componenti sociali, osservando come la civiltà industriale moderna tenda a « [...] moralizzare la fatica stessa, e non siamo lontani dal considerarla una riprovevole mancanza di volontà»; Daco dimostra come quello che è in realtà un disturbo fisiologico sia imputato a una mancanza di volontà da parte della persona, ritenuta moralmente responsabile delle sue scelte e per questo condannata. Lo studioso condannava le discriminazioni sociali della patologia sul posto di lavoro e in famiglia, poiché spesso accadeva che il malato fosse bollato come "pigro" proprio da coloro che, pur in buona fede, si "sforzavano" di aiutarlo, ottenendo però il risultato di farlo sentire emarginato.
Anche oggi i pazienti di ME/CFS denunciano la frustrazione dello stigma morale associato a una malattia biologica severa, ma invisibile.
Purtroppo l'equivoco è stato alimentato fino ai tempi recenti da un controverso studio britannico denominato "PACE Trial" pubblicato su The Lancet nel 2011 e su Psychological Medicine nel 2013, successivamente contestato dalla comunità scientifica e dalle organizzazioni dei pazienti, anche attraverso le vie legali mediante ricorso al Freedom of Information Act, e infine qualificato come un caso esemplare di "bad science" che ha fuorviato milioni di pazienti. La diatriba è proseguita per un certo periodo in aperta contrapposizione tra medici ricercatori esperti di CFS e gli psichiatri autori dello studio, sebbene il tribunale avesse respinto anche il loro ricorso in appello.
Contro i pregiudizi infondati, i CDC raccomandano oggi un maggiore sforzo di formazione e informazione dei sanitari.
La malattia ha ottenuto una certa notorietà in Italia dopo che l'ex presidente della Repubblica Francesco Cossiga dichiarò che ne soffriva (nel suo caso assieme alla sindrome bipolare) da molti anni.
Recentemente ha dichiarato di soffrirne il motociclista ex campione del mondo Casey Stoner.

## Altro
Ogni anno il 12 maggio ricorre la giornata mondiale della CFS, nell'anniversario di nascita di Florence Nightingale, fondatrice dell'assistenza infermieristica moderna, che si suppone l'abbia contratta nel suo servizio nella guerra di Crimea.
Mentre non esiste un singolo test di laboratorio in grado di diagnosticare l’Encefalomielite Mialgica ME, i pazienti hanno anomalie biologiche coerenti dimostrate in contesti di ricerca scientifica. Molti medici specialisti usano questi test per aiutare a formare una diagnosi, anche se la diagnosi è attualmente più frequentemente fatta escludendo altre condizioni che causano sintomi simili e utilizzando uno dei diversi set di criteri diagnostici. A causa della mancanza di istruzione medica e consapevolezza sulla ME, molti pazienti non vengono diagnosticati o diagnosticati erroneamente con altre condizioni.
Per quanto riguarda lo stato fisico, psichico e sociale dei pazienti, una ricerca europea ha dimostrato che i pazienti di ME/CFS patiscono una qualità della vita correlata alla salute peggiore rispetto ai malati di molte gravi patologie più conosciute. Anche il già citato rapporto dello IOM rileva nei pazienti ME/CFS, con e senza comorbidità, punteggi dei parametri di vitalità fisici e mentali (VT - MOS SF-36) costantemente molto più bassi rispetto ai controlli sani e ai pazienti con altre malattie croniche.
Molti pazienti lottano con i sintomi per anni prima di ricevere una corretta diagnosi.
Secondo il succitato rapporto dello IOM molti operatori sanitari sono stati a lungo scettici circa la gravità della ME/CFS, scambiandola erroneamente con disturbi psicologici o psicosomatici. L'assenza di particolari segni esteriori può infatti indurre i clinici a confonderla con sindromi d'ansia o depressione, con cui la malattia condivide alcune caratteristiche biologiche, pur essendo una patologia completamente distinta e indipendente. Da qui la sollecitazione dello IOM e dei CDC a formare e informare sempre più i sanitari sulla ME/CFS come una grave malattia biologica che richiede diagnosi e cure adeguate e tempestive.
Queste raccomandazioni valgono tanto più in Italia, dove la malattia non è tuttora riconosciuta, salvo eccezioni, nonostante il continuo impegno di informazione e sensibilizzazione da parte delle Associazioni dei malati.
Nel 2019 la Regione Veneto ha presentato una proposta di legge nazionale di iniziativa regionale per il "Riconoscimento dell’Encefalomielite Mialgica ME/CFS quale malattia invalidante che dà diritto all'esenzione dalla partecipazione alla spesa sanitaria".
Il rapporto conclusivo del gruppo di lavoro socioeconomico della rete europea sulla ME/CFS ha concluso che l'incredulità e la mancanza di conoscenza e comprensione della ME/CFS sono diffuse tra i medici di base e che i ritardi diagnostici che ne derivano costituiscono un fattore di rischio per malattie gravi e prolungate e rendono problematici i tentativi di determinarne la prevalenza e quindi l'impatto economico.